# Улица Шкатова (Липецк)
У́лица Шка́това — улица в Правобережном округе города Липецка. Проходит в посёлке Студёновского рудоуправления от улицы Гагарина за улицу Кротевича до стадиона «Горняк». Пересекает улицу 4-й Пятилетки.
Образована 21 мая 1957 года. Первоначальное название — Шахтёрская у́лица. 5 мая 1965 года переименована в честь Героя Советского Союза И. В. Шкатова.
На участке от улицы Гагарина до улицы 4-й Пятилетки застроена многоэтажными домами. Далее идет частная застройка.

## Памятник 50-летию Октябрьской революции
В 1967 году на улице Шкатова была установлена 4-метровая стела, отделанная гранитной крошкой, с изображением летящей ракеты и текстом «50 лет». Столько тогда прошло после Октябрьской революции. Рядом со стелой лежал камень, на котором изображался серп и молот и цифры «1917—1967».
Однако в 2003 году памятник обновили. Теперь он посвящён 75-летию Студеновского Рудоуправления. На камне исправили даты, сейчас там указано: 1928-2003 гг. А на самой стеле написали: "Студеновским горнякам" и "Стагдок".

## Транспорт
- Автобус: 2, 11, 12, 24, 33, 33а, 300, 302, 315, 324, 345, 346, 347, 352, ост.: «Ул. Шкатова».